# Municipio de Coopers
El municipio de Coopers (en inglés: Coopers Township) es un municipio ubicado en el  condado de Nash en el estado estadounidense de Carolina del Norte. En el año 2010 tenía una población de 3.625 habitantes.

## Geografía
El municipio de Coopers se encuentra ubicado en las coordenadas 35°53′22.56″N 77°57′3.95″O / 35.8896000, -77.9510972.